# Klein Klessow
Klein Klessow, niedersorbisch Klěšojc, ist ein Gemeindeteil des Lübbenauer Ortsteils Groß Klessow. Der Ort liegt im Norden des südbrandenburgischen Landkreises Oberspreewald-Lausitz.

## Lage
Klein Klessow liegt in der Niederlausitz nordöstlich des Naturparks Niederlausitzer Landrücken und südlich des Spreewalds. 

## Geschichte
Die Gegend war schon in der Bronzezeit besiedelt. Klein Klessow wurde 1447 zum ersten Mal erwähnt und gehörte ab 1449 einem sächsischen Vasallen. Seit dem 19. Jahrhundert unterstand das dort bestehende Vorwerk dem Rittergut Kittlitz. Danach ging es 1925 an die Siedlungsgesellschaft Eigene Scholle über. Um 1900 gab es südwestlich von Klein Klessow zahlreiche Fischteiche, die von der Dobra gespeist wurden. Mitten durch den größten Teich wurde 1937 die Reichsautobahn (heutige Bundesautobahn 15) verlegt und anschließend das Autobahndreieck Spreewald gebaut. Am 1. Januar 1928 wurden die Gemeinde und der Gutsbezirk Klein Klessow in Groß Klessow eingegliedert.

## Bevölkerungsentwicklung
| Jahr | Einwohner |
| ---- | --------- |
| 1875 | 36        |
| 1890 | 29        |

| Jahr | Einwohner |
| ---- | --------- |
| 1910 | 26        |
| 1925 | 36        |

Einwohnerzahl der Gemeinde; Gebietsstand des jeweiligen Jahres